# De la Court-Prijs
De De la Court-Prijs is een prijs die in principe elke twee jaar door de Koninklijke Nederlandse Akademie van Wetenschappen wordt uitgereikt aan een persoon voor onbezoldigd onderzoek buiten de gebruikelijke kaders van geestes- of sociale wetenschappen.
De prijs, een bedrag van 7.500 euro met een zilveren medaille, is vernoemd naar Johan (1622-1660) en Pieter de la Court (1618-1685). Deze broers behoorden in de zeventiende eeuw tot de meest succesvolle lakenreders van Leiden, en ze schreven samen zowel economische als politieke werken die lange tijd van invloed zouden zijn op de Nederlandse maatschappij.
De De la Court-Prijs is in 1999 voor het eerst uitgereikt, nadat de afzonderlijke Johan de la Court-Prijs en Pieter de la Court-Prijs, die sinds 1985 werden uitgereikt, werden samengevoegd.

## Historie
De geschiedenis van de De la Court-Prijs begon toen de Minister van Onderwijs en Wetenschappen in 1985 besloot jaarlijks prijzen uit te reiken voor kwalitatief goed onbezoldigd onderzoek. De prijzen waren bedoeld ter stimulering en ter waardering van het onbezoldigd onderzoek op het terrein van de zogenaamde alfa- (geestes-) en gamma- (sociale-) wetenschappen.
De jurering werd opgedragen aan de Koninklijke Nederlandse Akademie van Wetenschappen (KNAW). De prijs van 25.000 gulden en twee aanmoedigingsprijzen van 10.000 gulden zouden jaarlijks toegekend worden binnen beide onderzoeksterreinen.
Aan de prijzen werden de namen van de gebroeders De la Court verbonden: de Johan de la Court-Prijs zou voor de geesteswetenschappen zijn, en de Pieter de la Court-Prijs voor de sociale wetenschappen. Naast het geldbedrag zouden de laureaten van de prijzen respectievelijk een zilveren dan wel bronzen medaille (aanmoedigingsprijzen) ontvangen.

## Laureaten
| Jaar | Laureaat                                 | Prijs                                 | Motivering |
| 2024 | Sandra Langereis                         | De la Court-Prijs                     | |
| 2020 | Myriam Everard                           | De la Court-Prijs                     | "wetenschappelijke oeuvre waarin de rol van vrouwen in de Nederlandse geschiedenis centraal staat" |
| 2016 | Karin Scheper                            | De la Court-Prijs                     | The Islamic Bookbinding Tradition. A Book Archaeological Study, proefschrift over de islamitische boekbindtraditie. |
| 2014 | Marcel Spierts                           | De la Court-Prijs                     | Middels het boek De stille krachten van de verzorgingsstaat. Geschiedenis en toekomst van sociaal-culturele professionals, een proeve van toegepast sociaal-wetenschappelijk onderzoek, wordt getoont dat de wetenschap zich aan de praktijk dienstbaar kan maken door het sociaal werk ‘op begrip te brengen’. |
| 2013 | Bram Jagersma                            | De la Court-Prijs                     | Vernieuwende onderzoek naar het Soemerisch, een van de oudst overgeleverde talen. |
| 2008 | Joost Welten                             | De la Court-Prijs                     | In dienst voor Napoleons Europese droom |
| 2005 | Clemens Hogenstijn                       | De la Court-Prijs                     | Proefschrift Het Algemeen Welzijn van het Volk. Een politiek- en rechtshistorische studie van Deventer in de Patriottentijd (Nijmegen, 2004) |
| 2002 | Dini Helmers                             | De la Court-Prijs                     | Gescheurde bedden. Oplossingen voor gestrande huwelijken, Amsterdam 1753-1810 over huwelijksperikelen in Amsterdam in de tweede helft van de achttiende eeuw |
| 1999 | Krijnie N. Ciggaar                       | De la Court-Prijs                     | Studie "Western Travellers to Constantinople. The West and Byzantium 962-1204." |
| 1996 | André Lehr                               | Johan de la Court-Prijs               | |
| 1996 | Mw. H. van Voorst Vader-Duyckinck Sander | Pieter de la Court-Prijs              | Leven en laten leven: een biografie van ir. Adriaan Stoop 1856-1935 |
| 1993 | Joseph Leonardus Maria Vos               | Pieter de la Court-Prijs              | Studie De Spiegel der Volksziel. Volksliedbegrip en cultuurpolitiek engagement in het bijzonder in het socialisme en katholieke jeugdidealisme tijdens het interbellum. |
| 1993 | Louise Elisabeth van den Bergh-Hoogterp  | Johan de la Court-Prijs               | Studie Goud- en zilversmeden te Utrecht in de late middeleeuwen. |
| 1991 | Evert van den Berg                       | Johan de la Court-Prijs               | Studies op het gebied van de Middelnederlandse taal- en letterkunde en de historische taalkunde. |
| 1991 | Hans Theodorus Blokland                  | Pieter de la Court-Prijs              | Proefschrift Vrijheid autonomie emancipatie. Een politiek-filosofische en cultuurpolitieke beschouwing. |
| 1989 | Jan van Donselaar                        | Johan de la Court-Prijs               | Woordenboek van het Surinaams-Nederlands. |
| 1989 | Jan Hendrik Leopold, Verenigd Koninkrijk | Johan de la Court-Prijs               | Oeuvre over astronomische klokken. |
| 1989 | J. Pluis                                 | Aanmoedigingsprijs Johan de la Court  | |
| 1989 | F.P. van Stam                            | Aanmoedigingsprijs Johan de la Court  | Proefschrift The controversy over the Theology of Saumur, 1935-1650 |
| 1989 | A.P.J. Postma, Filippijnen               | Aanmoedigingsprijs Pieter de la Court | |
| 1989 | E. Roelofsz                              | Aanmoedigingsprijs Pieter de la Court | |
| 1989 | F.P.J.M. van Vree                        | Aanmoedigingsprijs Pieter de la Court | |
| 1988 | Karel Adolf Citroen                      | Johan de la Court-Prijs               | Standaardwerken over de geschiedenis van de Nederlandse edelsmeedkunst, waaronder zijn boek Amsterdamse zilversmeden en hun merken en het boek Valse zilvermerken in Nederland. |
| 1988 | D.H. Duco                                | Aanmoedigingsprijs Johan de la Court  | Wetenschappelijke onderzoek naar de geschiedenis van de kleipijp. |
| 1988 | G.A. Strijards                           | Aanmoedigingsprijs Pieter de la Court | Strafrechtelijke publicaties. |
| 1988 | A.P. Pieroen                             | Aanmoedigingsprijs Pieter de la Court | Proefschrift over de beschermingsomvang van octrooien in Nederland, de Bondsrepubliek Duitsland en Engeland. |
| 1988 | J.D. Querido                             | Aanmoedigingsprijs Pieter de la Court | Studie over de praktijk van een huisarts in een grote stad. |
| 1987 | Cornelis Nicolaas Dubelaar               | Pieter de la Court-Prijs              | Oeuvre op het gebied van petroglyphen, negersprookjes en Afaka-schrift. |
| 1987 | Hendrik Jan Scheffer                     | Johan de la Court-Prijs               | Publicaties op het gebied van de geschiedenis van de pers. |
| 1987 | B.W.Th. Duijvestijn                      | Aanmoedigingsprijs Johan de la Court  | Malegijsstudiën (epos over de ridder Malegijs) |
| 1987 | G.B. Janssen                             | Aanmoedigingsprijs Johan de la Court  | Geschiedenis van de baksteenindustrie in Nederland |
| 1987 | F.L. Roes                                | Aanmoedigingsprijs Pieter de la Court | Studie over wetten in de sociale wetenschappen |
| 1987 | J. Swagerman (psycholoog)                | Aanmoedigingsprijs Pieter de la Court | Proefschrift over een computermodel van de kennisstructuur van emoties. |

## Varia
- De De la Court-Prijs van het KNAW en zijn voorganger Pieter de la Court-Prijs dienen niet verward te worden met de gelijknamige prijs die sinds 2019 jaarlijks door de Faculteit van Sociale en Gedragswetenschappen aan de Universiteit van Leiden wordt uitgereikt.[4][28]